# San Giovanni Valdarno
San Giovanni Valdarno és un municipi situat al territori de la província d'Arezzo, a la regió de la Toscana (Itàlia).
Limita amb els municipis de Castelfranco Piandiscò, Cavriglia, Figline e Incisa Valdarno, Montevarchi i Terranuova Bracciolini.
Pertanyen al municipi de San Giovanni Valdarno les frazioni de Badiola I, Badiola II, Vacchereccia i Vacchereccia Fattoria.

## Galeria fotogràfica

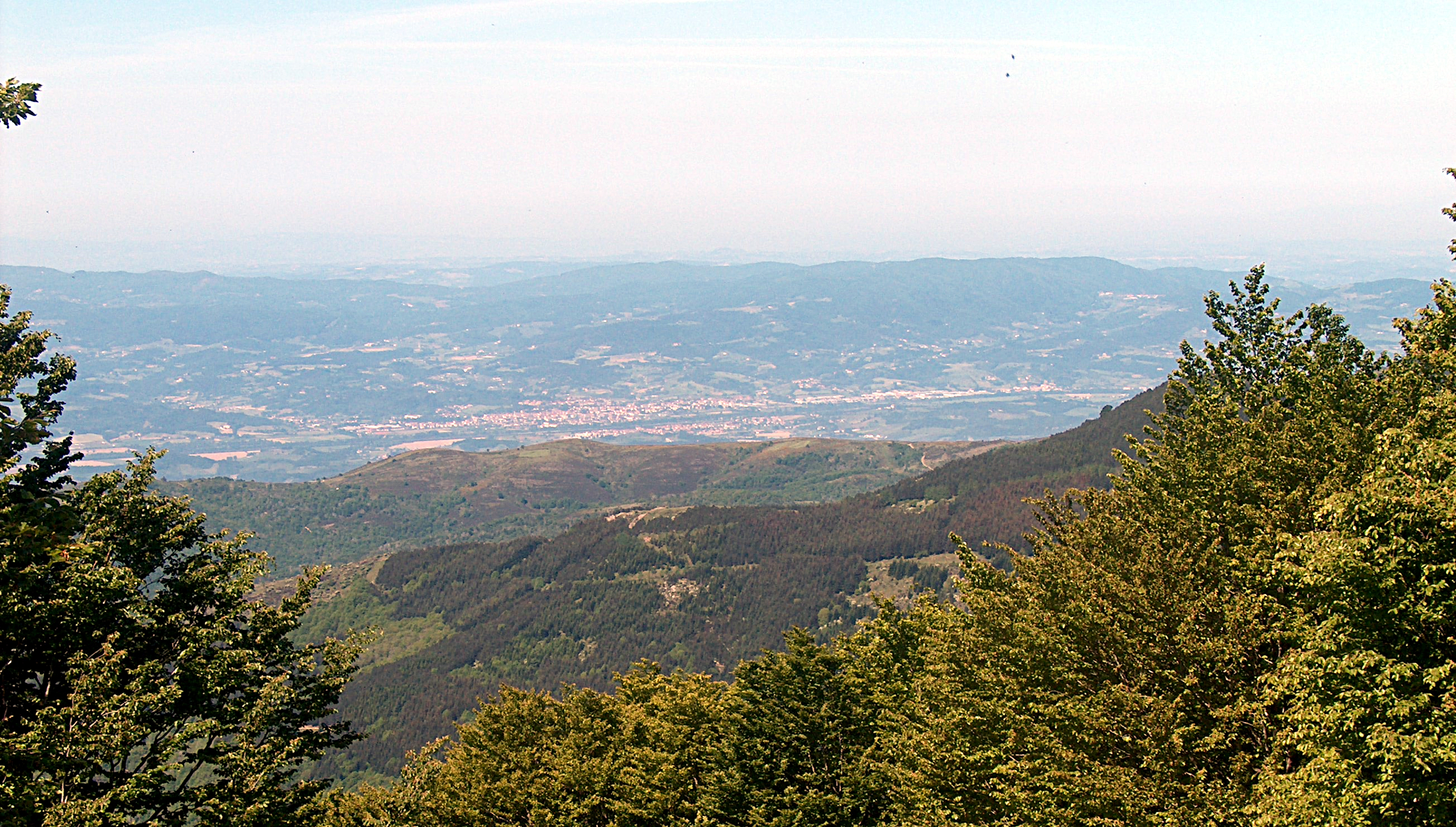
Vista del poble
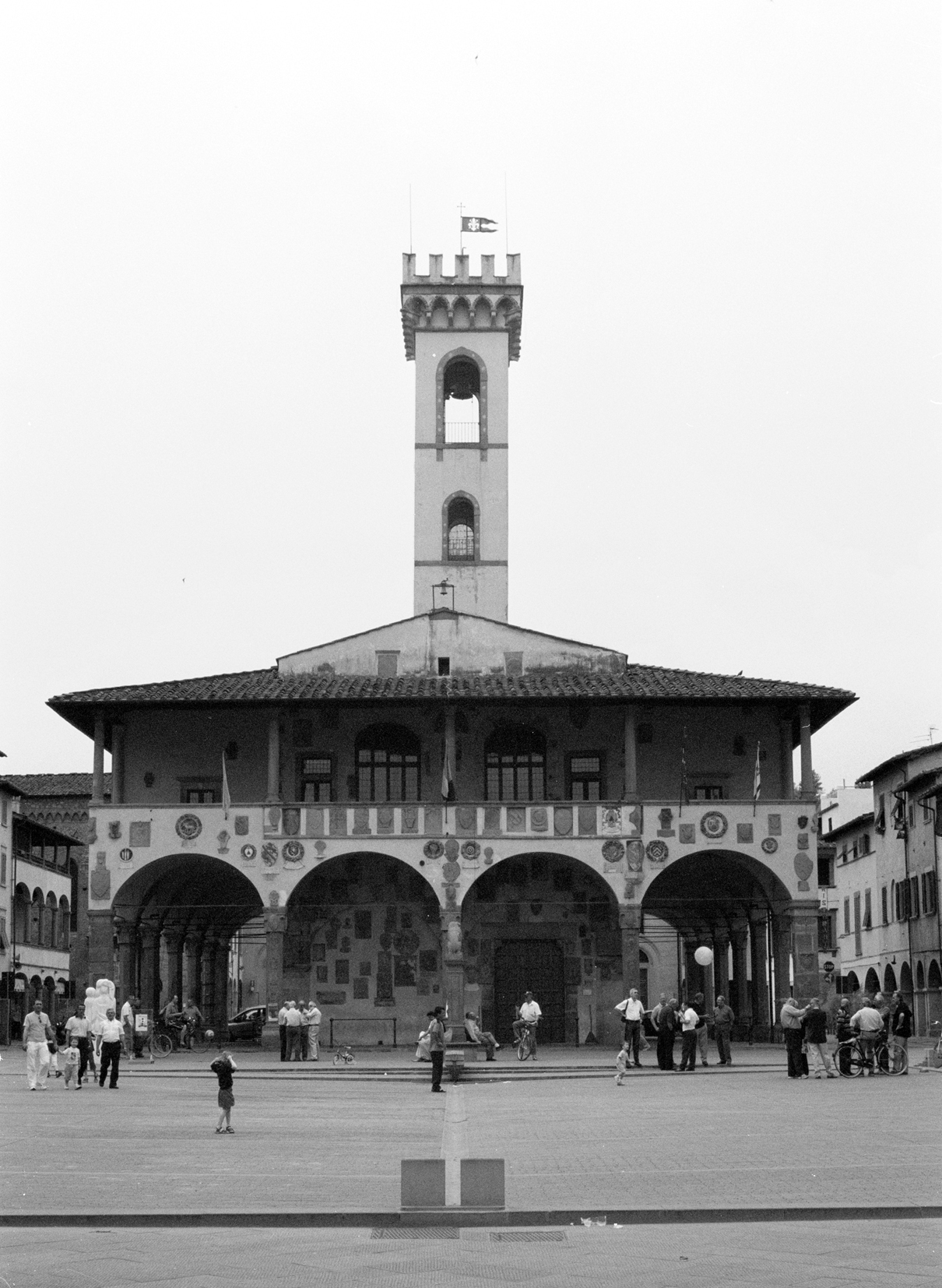
Palazzo D'Arnolfo
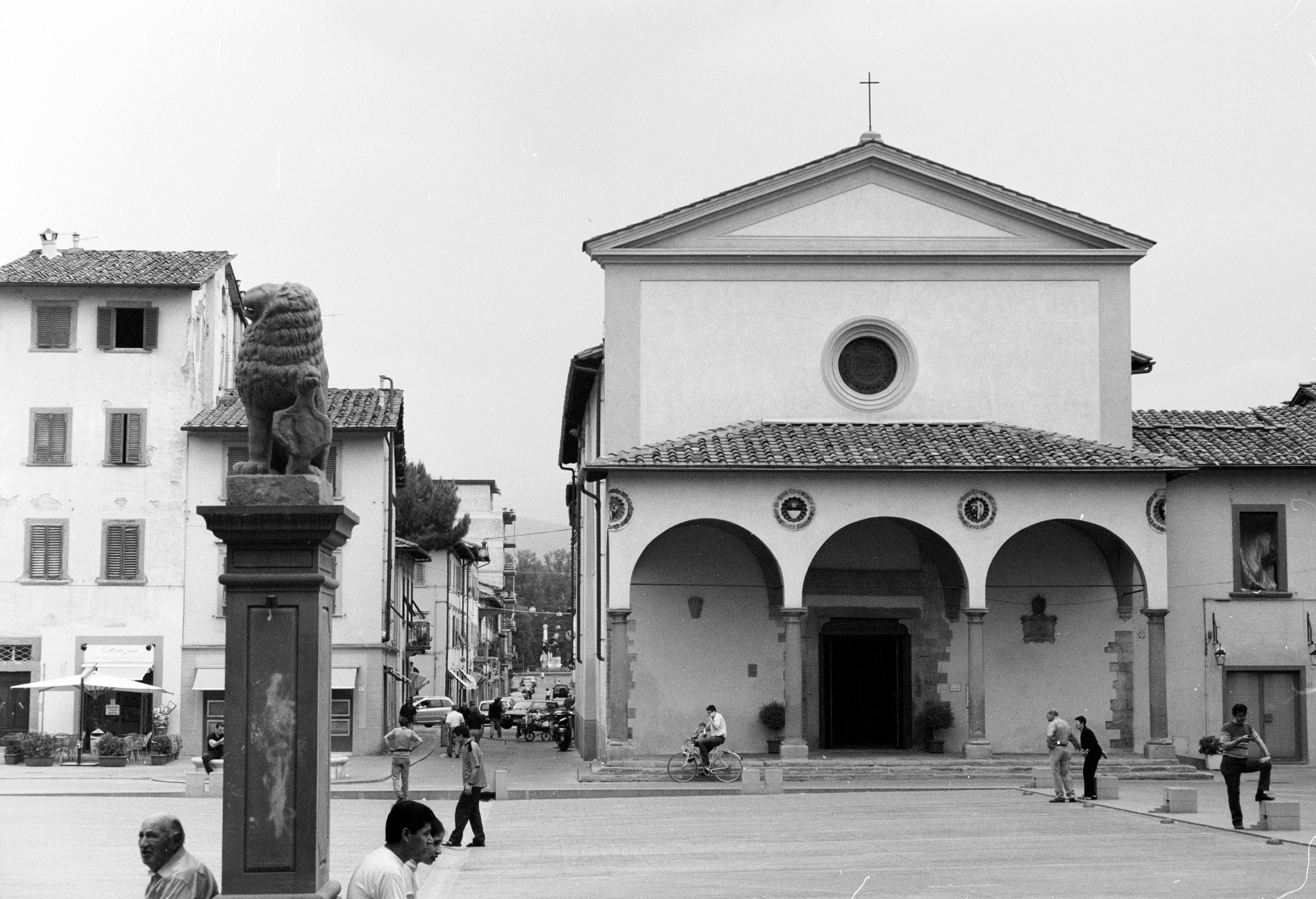
Església de Sta. Maria